# Exército Unido Balúchi
O Exército Unido Balúchi é um grupo militante que luta pela separação do Baluchistão. O grupo foi designado como organização terrorista pelo governo do Paquistão. O governo paquistanês o baniu em 15 de março de 2013.  O grupo também foi classificado como uma organização terrorista pelo governo da Suíça. 
O grupo é liderado por Mehran Marri e foi criado como resultado de uma disputa intrafamiliar entre Mehran e seu irmão Hyrbyair Marri, chefe do Exército de Libertação do Baluchistão. Os membros deste último, acusaram Mehran de roubar $ 3 milhões de dólares de seus fundos e $ 800 milhões em armas. O Exército de Libertação do Baluchistão e o Exército Republicano Balúchi condenaram os ataques do Exército Unido Balúchi como autodestrutivos.  O Exército de Libertação Balúchi e o Exército Unido Balúchi entraram em confronto entre si. O combate mais mortal ocorreu em Dera Bugti, onde vinte militantes de ambos os grupos foram mortos. 
Em 29 de maio de 2015, militantes do Exército Unido Balúchi invadiram dois ônibus no distrito de Mastung que estavam em trânsito de Pishin para Karachi. Os militantes esvaziaram os ônibus e mataram a tiros 22 pashtuns. 
Anteriormente, o Exército Unido Balúchi também assumiu a responsabilidade pelo ataque ao Expresso Jaffar em Sibi em 8 de abril de 2014. O ataque causou a morte de dezesseis pessoas e feriu outras 44. 
Em 16 de novembro de 2017, Mehran Marri foi preso no aeroporto de Zurique pelas autoridades de imigração suíças. Mehran Marri foi colocado sob proibição vitalícia de entrada na Suíça. As autoridades suíças emitiram uma ficha de acusação em que afirmavam que Mehran Marri é o chefe do Exército Unido Balúchi e que "se Marri entrasse na Suíça e trabalhasse com Brahamdagh Bugti para coordenar operações terroristas, poderia comprometer a segurança interna do país".